# Katsji
Katsji (en georgiano: კაცხი) es un pueblo en el norte de Georgia, ubicado en el noreste de la región de Imericia y parte del municipio de Chiatura. 

## Geografía
Katsji está situado a orillas del río Katzjuri, a 11 km de Chiaturi y a 68 km de Kutaisi. 

## Historia
En 1958, en el lado derecho del río, se encontró el nabinar-taller Kazhnar del Achelense medio y tardío, en una zona cubierta con fragmentos naturales de pedernal y mampostería humana primitiva. Alrededor de 3.000 objetos encontrados se conservan en el Museo Simon Janashia de Georgia.
Katsji fue mencionado por primera vez en las fuentes en el siglo XI, cuando era la propiedad ancestral de los Bagvashti. En las fuentes de la época feudal tardía se menciona la fortaleza de Katsji. Inicialmente estuvo bajo el poder real y desde la década de los 60 del siglo XVII estuvo gobernado por la familia feudal Abashidze; sin embargo esde los años 50 del siglo XVIII, la fortaleza retornó al gobierno real. En 1970, durante la excavación de un pozo en Katsji, se encontraron varios objetos y monedas.

## Demografía
La evolución demográfica de Katsji entre 2002 y 2014 fue la siguiente:
| 756                                             | 403 |
| (Fuente: Population of Georgia in Soviet times) |     |

Según el censo de 2014, los georgianos constituían el 99,8% de la población local.

## Infraestructura

### Arquitectura, monumentos y lugares de interés
Las principales atracciones del pueblo son el pilar de Katsji (monolito natural de 40 m de altura que alberga en la parte superior una iglesia con origen en el siglo IX y cuevas para ermitaños) y el monasterio de Katsji, un complejo monástico construido en el período de 988-1014 con una característica iglesia de diseño hexagonal y una rica ornamentación. Las ruinas de la fortaleza de Katsji, construida en el siglo XVII, se conservan en la margen derecha del río Katsjura.

### Educación
Hay una escuela pública en el pueblo.

### Transporte
Katsji está en la autopista Chiatura-Zestafoni. 

## Galería

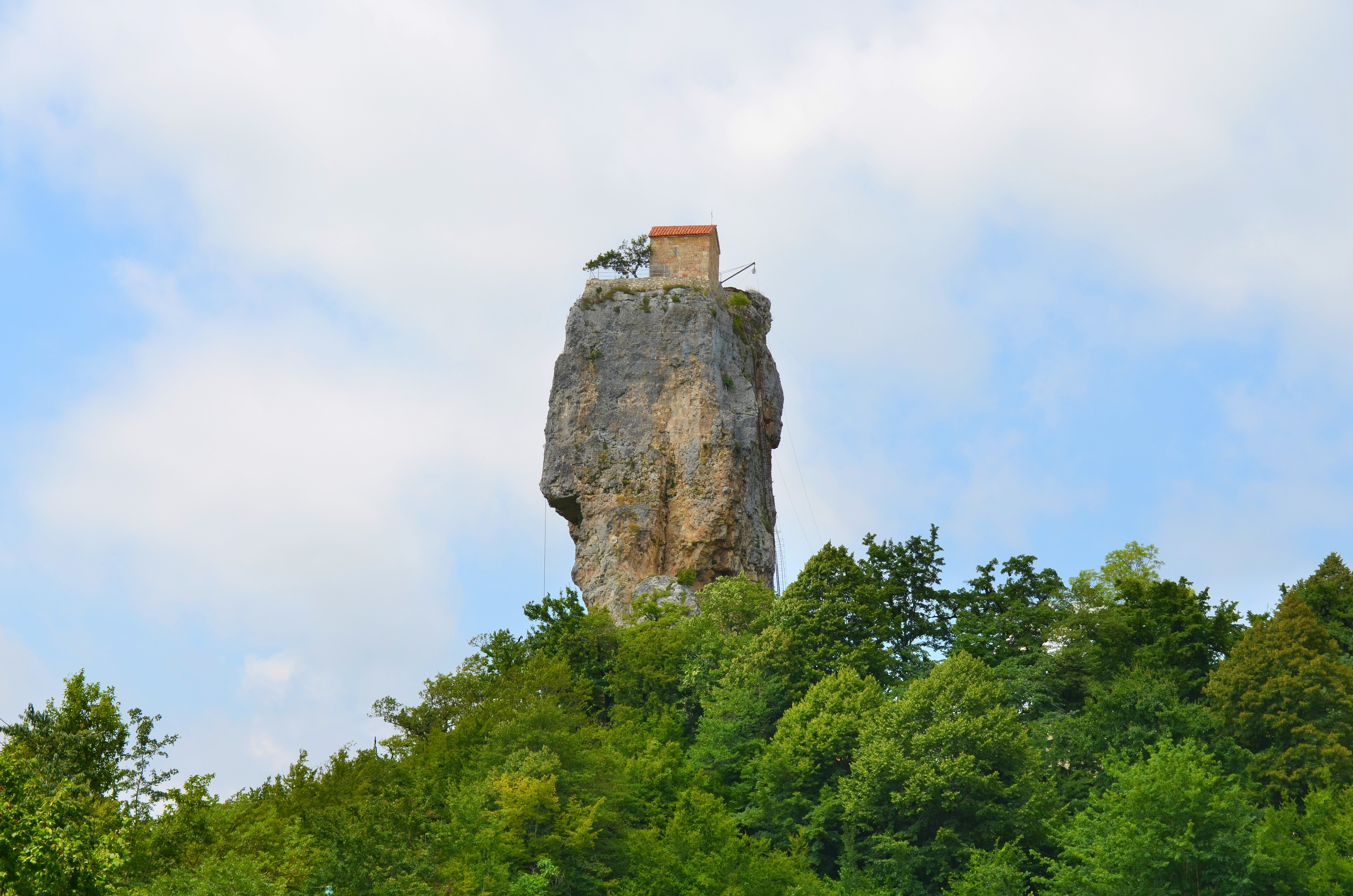
Pilar de Katsji
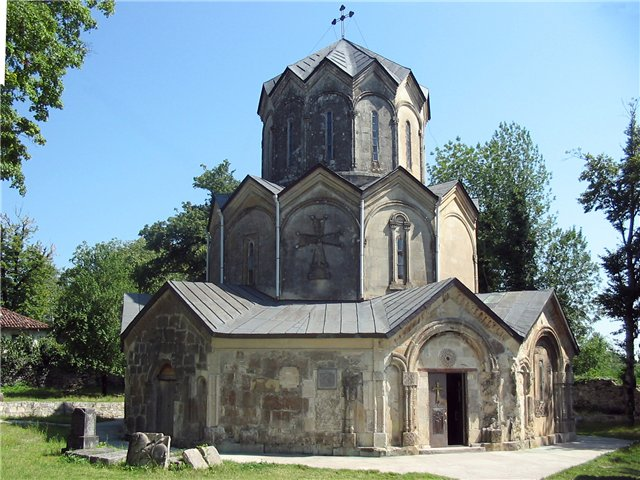
Monasterio de Katsji
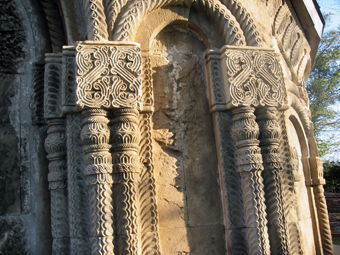
Detalle de la fachada de la iglesia